# Vinil alkohol
Vinil alkohol (etenol) je alkohol. On je nezasićeni analog etanola. Njegova formula je CH2CHOH, vinil alkohol je izomer acetaldehida i  etilen oksida. Pod normalnim uslovima, on se konvertuje (tautomerizuje) u acetaldehid:
Vinil alkohol je otkriven u molekulskom oblaku Sagitarijusa B koristeći 12-metarski radio teleskop na američkoj nacionalnoj obzervatoriji Kit Pik. Taj vinil alkohol je stabilan u interstelarnom medijumu.